# Mesabolivar cyaneotaeniatus
Mesabolivar cyaneotaeniatus là một loài nhện trong họ Pholcidae. Loài này được phát hiện ở Brasil.